# San Miguel (distrikt)
San Miguel (distrito de San Miguel) är ett av de 43 distrikt som utgör provinsen Lima, i departementet med samma namn, i Peru. San Miguel gränsar i norr till Bellavista, Callao och till La Perla, Callao; i öster till distriktet Lima och Pueblo Libre; i söder till Magdalena del Mar; och i väster till Stilla havet. 
Sett till de ekonomiska inkomsterna är befolkningen i San Miguel välsituerad. Distriktet är beläget i västra delen av Lima, och grundades den 10 maj 1920. Befolkningen uppgår till 183 597 invånare (2023).

## Geografi
San Miguel hör till den moderna och norra centrala delen av Lima. Med sitt läge väster om den historiska delen av Lima utgör det en central punkt mellan hotelldistrikten i söder, hamnen i Callao och flygplatsen Jorge Chávez. 